# Amedeo Minghi in concerto
Amedeo Minghi in concerto è un album musicale di Amedeo Minghi, registrato dal vivo in Piazza Santa Maria in Trastevere di Roma il 23 luglio 1990, tranne il brano Primula, che è l'unico inedito in studio assieme al pezzo strumentale finale.
In questo album è presente una versione solo piano e voce di Vattene amore senza Mietta.
A questo concerto erano presenti 40.000 persone.
Il disco è stato ristampato con etichetta EMI il 21 settembre 1999 su CD e MC.

## Tracce
Lato A
1. Primula – 5:56 (testo: Vanda Di Paolo – musica: Amedeo Minghi)
2. Mia vita – 9:35 (Amedeo Minghi)
3. La breccia – 4:48 (Amedeo Minghi)
4. Le verdi cattedrali della memoria – 5:56 (testo: Gaio Chiocchio – musica: Amedeo Minghi)
5. Due passi – 6:20 (Amedeo Minghi)
6. Quando l'estate verrà – 4:49 (testo: Gaio Chiocchio – musica: Amedeo Minghi)

Lato B
1. Alla leggera – 5:33 (Amedeo Minghi)
2. Emanuela e io – 5:43 (testo: Gaio Chiocchio – musica: Amedeo Minghi)
3. Anni '60 – 4:27 (testo: Gaio Chiocchio – musica: Amedeo Minghi)
4. La vita mia – 5:25 (testo: Vanda Di Paolo – musica: Amedeo Minghi)
5. Rosa – 7:47 (Amedeo Minghi)
6. Vattene amore – 3:55 (testo: Vanda Di Paolo – musica: Amedeo Minghi)
7. Strumentale – 1:17 – Strumentale tipo Primula

## Formazione
- Amedeo Minghi - voce, tastiera, pianoforte
- Marco Petriaggi - basso, chitarra
- Claudio Rizzo - batteria, percussioni
- Mario Zannini Quirini - tastiera

## Classifiche

### Classifiche settimanali
| Classifica (1991) | Posizione massima |
| ----------------- | ----------------- |
| Italia            | 10                |